# Walker, Texas Ranger
Walker, Texas Ranger is een Amerikaanse actieserie die oorspronkelijk van april 1993 tot en met mei 2001 op de Amerikaanse tv werd uitgezonden. Een eerste seizoen van drie afleveringen lang liep uiteindelijk uit tot 196 afleveringen verdeeld over negen seizoenen.

## Uitgangspunt
Cordell Walker (Chuck Norris) en James Trivette (Clarence Gilyard jr.) zijn Texas Rangers met ieder hun eigen methodes om de misdaad te lijf te gaan. Waar Trivette gelooft in de technologische vooruitgang als hulpmiddel voor politieoptredens, laat Walker liever ouderwets zijn vuisten spreken. Zij worden met raad en daad bijgestaan door openbaar aanklager Alex Cahill (Sheree J. Wilson) en oud-Ranger/bareigenaar C.D. Parker (Noble Willingham).

## Rolverdeling
| Acteur               | Personage              |
| -------------------- | ---------------------- |
| Chuck Norris         | Cordell "Cord" Walker  |
| Clarence Gilyard jr. | James "Jimmy" Trivette |
| Sheree J. Wilson     | Asst. D.A. Alex Cahill |
| Noble Willingham     | C.D. Parker            |